# Kolpaševskij rajon
Il Kolpaševskij rajon (in russo Колпашевский район?) è un rajon dell'Oblast' di Tomsk, in Russia; il capoluogo è Kolpaševo.